# グリーゼ876
グリーゼ876 (Gliese 876)、別名ロス780 (Ross 780) は太陽系からみずがめ座の方向、約15光年の距離にある赤色矮星である。ドップラーシフト観測により、2016年時点で6つの太陽系外惑星が発見されている。

## 特徴
| 太陽 | グリーゼ876 |
| ---- | ----------- |
| 太陽 | Exoplanet   |

グリーゼ876は太陽の0.334倍の質量、0.376倍の半径を持つ、小さな赤色矮星である。スペクトル型はM4Vだが、SIMBADではM3.5Vとなっている。表面温度は3473Kと太陽の6割である。明るさは太陽のわずか1.3%しかない。りゅう座BY型変光星であり、わずかに変光している。年齢は1億年から50億年と誤差が大きい。複数の太陽系外惑星が公転している恒星では2012年に11.8光年離れたくじら座τ星系が発見されるまでは最も太陽系に近かった。

## 惑星系
現在、発見されているグリーゼ876bとcは2000年、dは2005年、eは2010年、そして未確認のfとgは2014年に発見された。そのうちの巨大ガス惑星とみられるグリーゼ876b、c、eは、公転周期がそれぞれ120日、60日、30日で4:2:1の軌道共鳴関係にある。これは木星のガリレオ衛星、イオ、エウロパ、ガニメデと同じ共鳴周期である。
最も内側を公転しているグリーゼ876dはその質量の小ささから、主成分が岩石のスーパーアースではないかとみられている。しかし、主星から0.021AU（約300万キロメートル）という至近距離をわずか1.93日で公転しているため、表面温度は数百度に達すると見積もられ、生命体が存在する可能性はないと見られている。スピッツァー宇宙望遠鏡による観測から、グリーゼ876dは推定で地球の1.23倍から2.27倍の半径を持つとされている。
2014年には新たにグリーゼ876fとグリーゼ876gという2つの惑星が存在する可能性があると発表された。グリーゼ876fはグリーゼ876dの外側を公転しており、gはfの外側を公転している。質量はグリーゼ876dと同程度であり、スーパーアースだとみられている。しかし、グリーゼ876fとgは現在、存在する可能性がある未確認の惑星として扱われていることが多く、太陽系外惑星エンサイクロペディアには登録されているが、SIMBADやNASA Exoplanet Archiveには登録されていない。
グリーゼ876の惑星は、赤色矮星の周りに発見された最初の惑星であった。系外惑星の探索の歴史の初期において赤色矮星はその暗さのために視線速度法によるサーベイの対象から除外されており、100個以上の系外惑星が発見された2003年の時点においてもなおグリーゼ876は惑星を持っていることが知られている唯一の赤色矮星であり続けていた。
| 名称 （恒星に近い順） | 質量             | 軌道長半径 （天文単位） | 公転周期 (日)    | 軌道離心率    | 軌道傾斜角  | 半径         |
| --------------------- | ---------------- | ----------------------- | ---------------- | ------------- | ----------- | ------------ |
| d                     | 6.83±0.4 M⊕      | 0.02080665±0.00000015   | 1.937785±0.00002 | 0.124±0.0032  | ~50°        | 1.23-2.27 R⊕ |
| f (未確認)            | 0.025 ± 0.001 MJ | —                       | 10.01 ± 0.02     | 0.09 ± 0.046  | —           | —            |
| g (未確認)            | 0.118 ± 0.002 MJ | —                       | 15.04 ± 0.04     | 0.007 ± 0.004 | —           | —            |
| c                     | 0.7142±0.0039 MJ | 0.12959±0.000024        | 30.259±0.01      | 0.265±0.002   | 45.67±1.81° | —            |
| b                     | 2.2756±0.0045 MJ | 0.208317±0.000020       | 61.065±0.012     | 0.031±0.001   | 48.98±0.94° | —            |
| e                     | 14.6±1.7 M⊕      | 0.3343±0.0013           | 124.26±0.70      | 0.055±0.012   | —           | —            |

## 画像

グリーゼ876系の軌道(f、g発見前の軌道)
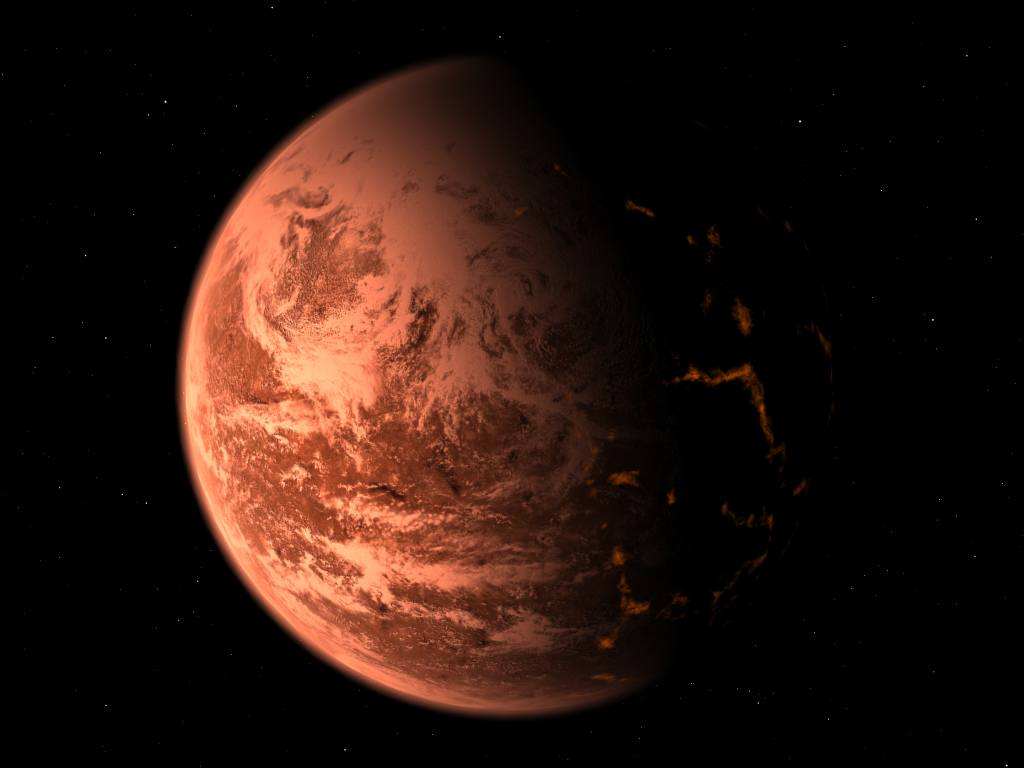
グリーゼ876dの想像図